# Uscana inflaticornis
Uscana inflaticornis är en stekelart som först beskrevs av Novicki 1936.  Uscana inflaticornis ingår i släktet Uscana och familjen hårstrimsteklar. Inga underarter finns listade i Catalogue of Life.